# TASHA

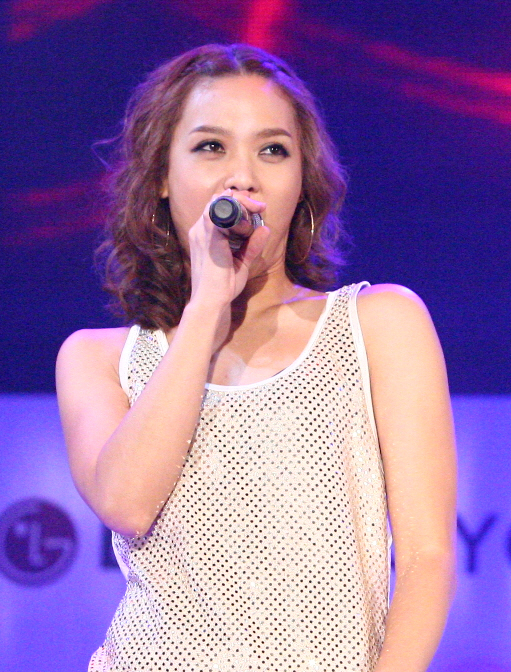
TASHA

TASHA（ターシャ、1981年5月31日 - ）は、韓国の女性R&Bシンガー・ラッパー。本名はユン・ミレ（Yoon Mi Rae）。「t」と称することもある。夫はDrunken TigerのTiger JK。

## 略歴
在韓米軍の兵士であった父と、韓国人の母の間に生まれる。英語名はNatasha。作曲家のチョン・ヨンジュンに見出され、16歳にてヒップホップユニット「UPTOWN」のリードヴォーカルとしてデビュー。1998年までに枚のアルバムをリリースするが、メンバーが麻薬事件に関わったため解散。
1999年、エニーとともにヴォーカルユニット「Tashannie(タシャニー)」を結成し、2000年にアルバム『Parallel Prophecys』を発表、さらにカバー曲の「ハルハル」がヒットするが、再び麻薬事件に関連し、活動中止。
2001年、" t "と名義を改め、ソロアルバム『As Time Goes By』を発表。本アルバムのリードトラック「シガニ フルンティ」が、韓国でのブラックミュージックブームを呼び起こすヒットを記録した。
その後、『Gemini』、『To My Love』などのアルバムを発表したが、所属事務所との契約問題が起こり、活動を中断。
また、DJ HASEBE、DOUBLE、SAKURA、SPHERE of INFLUENCEなどの日本人ヒップホップ・R&Bアーティストと共演をしたこともある。

## ディスコグラフィ

### アルバム
- Best  (2003)
- R&B Album (2003)
- Gemini (2002)
- To My Love (2002)
- As Time Goes By (2001)